# لاژنیتسا
لاژنیتسا (به بلغاری: Lazhnitsa) یک منطقهٔ مسکونی در بلغارستان است که در شهرستان گوتسه دلچو واقع شده‌است.
 لاژنیتسا ۲۵٫۹۶۶ کیلومتر مربع مساحت و ۱٬۶۶۰ نفر جمعیت دارد و ۶۹۲ متر بالاتر از سطح دریا واقع شده‌است.